# Luis Bergareche
Luis Bergareche Maruri (Valmaseda, 16 de mayo de 1910 -Bilbao, 9 de septiembre de 1994), conocido como Luis Bergareche, es un exfutbolista y empresario que se desempeñaba como centrocampista.
Desde 1945 ayudó a gestionar el periódico El Correo Español-El Pueblo Vasco, desde el cual promovió y dirigió desde 1955 la Vuelta Ciclista a España, que experimentó un gran desarrollo tras una serie de sucesivos parones.

## Clubes y estadísticas
| Club                | País   | Año       | Partidos | Goles |
| ------------------- | ------ | --------- | -------- | ----- |
| S. D. Deusto        | España |           |          |       |
| Athletic Club       | España | 1925-1926 |          |       |
| Gimnástica Española | España | 1926-1927 |          |       |
| Athletic Club       | España | 1928-1929 | 1        | 1     |
| Real Madrid C.F.    | España | 1929-1930 | 2        | 1     |
| Racing de Madrid    | España | 1930-1931 |          |       |
| C. D. Getxo         | España | 1934-1936 |          |       |
| S. D. Indautxu      | España | 1940-1941 |          |       |
| Arenas Club         | España | 1943-1944 | 13       | 8     |